# Sergej Karjakin
Sergej Aleksandrovič Karjakin (in russo Сергей Александрович Карякин?; in ucraino Сергій Олександрович Карякін?, Serhij Oleksandrovyč Karjakin; Sinferopoli, 12 gennaio 1990) è uno scacchista russo.
Ha raggiunto la celebrità internazionale divenendo il più giovane grande maestro della storia, e la prima persona sotto i 13 anni a ottenere il titolo. Conseguì il titolo nel 2003, all'età di soli 12 anni e 7 mesi, quando ancora giocava per i colori dell'Ucraina, record che ha resistito sino al giugno 2021 quando è stato infranto da Abhimanyu Mishra. Fino al 2008 è stato membro fisso della squadra nazionale ucraina, con cui ha vinto l'oro alle Olimpiadi di Calvià del 2004, dove ha vinto anche la medaglia d'oro individuale come seconda riserva.
Dal 1º gennaio 2010 ha cambiato Federazione di appartenenza, passando da quella ucraina a quella russa. Nella lista FIDE di luglio 2011 ha raggiunto il suo massimo punteggio Elo (2788 punti, 4º al mondo). Dall'11 al 30 novembre 2016, a New York ha disputato la finale del Campionato del mondo di scacchi 2016 contro il Campione del mondo Magnus Carlsen, perdendo gli spareggi rapid per 3-1 dopo che la porzione di gioco a cadenza classica era terminata in parità 6-6.
Il suo stile è stato definito «una armoniosa miscela tra fine comprensione posizionale e perspicacia nel valutare i fattori dinamici». Le sue capacità difensive gli hanno fatto conferire il soprannome di "Ministro della difesa".

## Carriera

### Primi anni

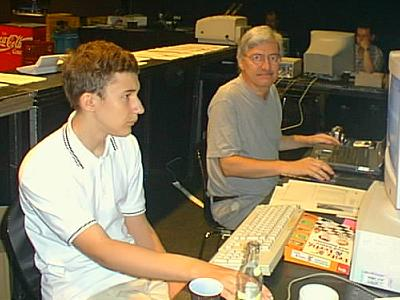
Sergej Karjakin nel 2004 in analisi durante il Torneo di Dortmund

Ha imparato a giocare a scacchi a cinque anni ed è diventato Maestro Internazionale a undici. Ha vinto il campionato europeo giovanile U10 nel 1999 e nel 2001 ha vinto il campionato mondiale U12, ma ha attirato su di sé l'attenzione internazionale quando fu scelto come secondo ufficiale dal suo connazionale ed amico Ruslan Ponomarёv durante la finale del Campionato del mondo di scacchi FIDE 2002, benché avesse solo 12 anni appena compiuti. Ottenendo norme valide per il titolo di Grande Maestro il mese successivo nel torneo Aeroflot di Mosca e successivamente nel Torneo di Alushta del maggio 2002 e nel Torneo internazionale di Sudak nell'agosto dello stesso anno, ha superato il precedente record di Bu Xiangzhi ed è diventato l'allora più giovane Grande Maestro della storia degli scacchi, all'età di 12 anni ed esattamente 7 mesi.
All'età di 14 anni ha sconfitto l'allora Campione del mondo in carica, Vladimir Kramnik, durante il Torneo di Dortmund 2004 in una partita a gioco rapido (10 minuti per l'intera partita con l'aggiunta di 5 secondi per ogni mossa). Sempre nel 2004, Karjakin è stato l'unico essere umano a battere un computer nel Campionato mondiale a squadre Man vs Machine di Bilbao, Spagna, pur essendo il partecipante più giovane e con il punteggio Elo più basso. Ha ottenuto la vittoria con il programma Deep Junior, che l'anno precedente aveva pareggiato un match sulle sei partite contro Garri Kasparov. Più avanti, quello stesso anno, sì è piazzato 2º nel torneo Navarra di Pamplona tenutosi dal 20 al 29 dicembre, vinto da Boris Gelfand.
È entrato nella top 100 mondiale nella lista FIDE dell'agosto 2005, piazzandosi 64º con il punteggio di 2635.
Con il punteggio di 8.5 (+7 =3 -1) ha vinto il torneo "Giovani Stelle del Mondo" 2005, che si è svolto a Kiriši, in Russia, dal 13 al 26 maggio. Si è preparato all'evento allenandosi in Grecia con il Grande Maestro Nigel Short. Durante il viaggio verso l'aeroporto di Atene è stato coinvolto in un incidente stradale ed ha riportato leggere ferite. Successivamente Short ha dichiarato: "Ho quasi cambiato il corso della storia degli scacchi permettendo che il futuro Campione del mondo restasse ucciso mentre si trovava sotto la mia custodia".

### Ai massimi livelli

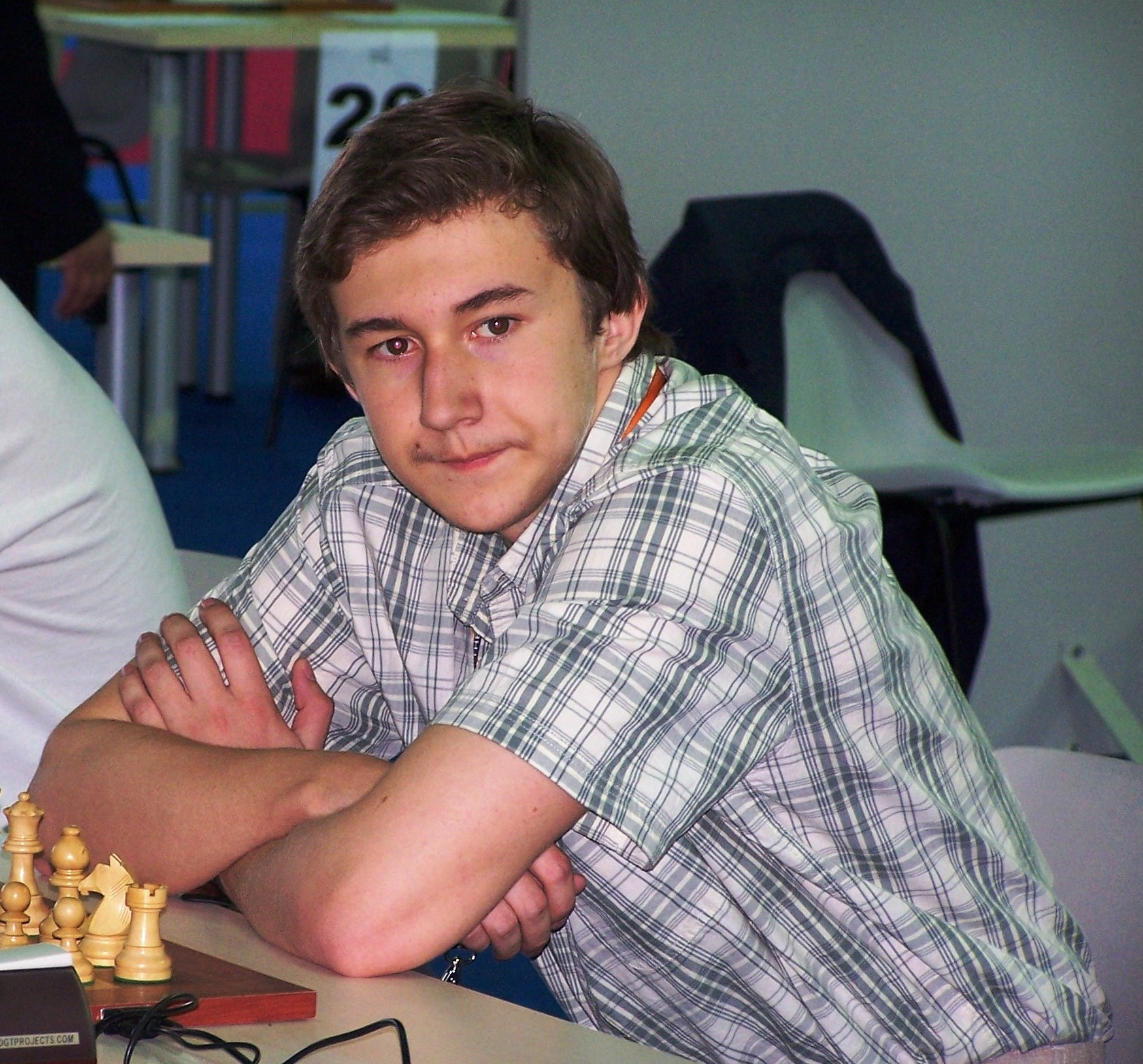
Sergej Karjaki nel 2006 durante le Olimpiadi di quell'anno a Torino

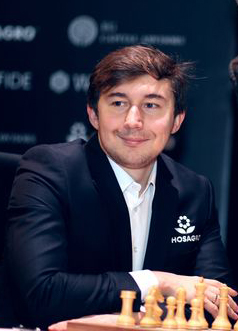
Sergej Karjakin durante il Torneo dei candidati 2018

- Durante la Coppa del Mondo di scacchi 2007, parte del processo di qualificazione al Campionato del mondo di scacchi 2009, Karjakin ha raggiunto la semifinale, nella quale è stato sconfitto da Aleksej Širov (1.5 a 2.5).
- La lista FIDE del gennaio del 2008, pubblicata poco prima del suo diciottesimo compleanno, lo ha visto superare per la prima volta la soglia dei 2700 punti, punteggio che, informalmente, è spesso visto come la linea che divide i giocatori d'élite, informalmente Super-GM, dagli altri Grandi Maestri. Con il punteggio di 2732 era allora 13º al mondo.
- Nel giugno del 2008 ha giocato un match di 10 partite a gioco rapido contro Nigel Short, vincendo nettamente per 7.5 a 2.5.[7]
- Il 1º febbraio 2009 ha vinto il prestigioso torneo A di Wijk aan Zee.
- Nel 2010 si è classificato 1º con Jan Nepomnjaščij al Campionato russo, ma è stato sconfitto ai play-off da quest'ultimo pattando con il bianco la partita Armageddon che da regolamento è stata giocata come ultimo criterio di spareggio; nel giugno dello stesso anno, a Pojkovskij vince anche il Torneo di Karpov.
- Nella lista FIDE di gennaio 2011 raggiunge il suo record Elo, con 2788 punti (4º al mondo, 1º tra i giocatori russi).[8]
- Il 9 gennaio 2011 Karjakin si è preso la rivincita contro Nepomnjaščij vincendo a Mosca un mini-match rapid valido per il titolo di campione studentesco della Russia.
- Nel novembre del 2012 vince ad Astana il Campionato del Mondo Rapid.
- Nel dicembre del 2012 vince a Tashkent la seconda tappa del FIDE Grand Prix 2012-2013 a pari merito con Aleksandr Morozevič e Wang Hao.
- Nel febbraio del 2013 vince l'Open Aeroflot con cadenza di gioco Rapid.[9] A dicembre vince ad Antalya con la Russia il Campionato del Mondo per nazioni.[10]
- Nel 2013 e 2014 vince le prime due edizioni del torneo Norway Chess.
- Il 5 ottobre 2015 vince la Coppa del Mondo di scacchi 2015 battendo in finale Pëtr Svidler per 6 a 4 e si qualifica per il torneo dei candidati al campionato del mondo di scacchi 2016.
- Il 28 marzo 2016 vince il torneo dei candidati al campionato del mondo 2016, battendo all'ultimo turno Fabiano Caruana. Questo risultato gli ha permesso di giocare a New York il Campionato del mondo di scacchi 2016 contro Magnus Carlsen.
- Nel dicembre del 2016 a Doha vince il campionato del mondo Blitz con 16.5 punti, superando per spareggio tecnico Magnus Carlsen.[11]
- Nell'ottobre del 2017 con la squadra russa del Globus vince la Coppa europea di scacchi per club.[12]
- Nel marzo 2018 vince la sezione Blitz del Tal Memorial con 10 su 13, precedendo di 1 punto e 1/2 il secondo classificato, lo statunitense Hikaru Nakamura.
- In quanto ultimo sfidante nel Campionato del mondo è stato qualificato automaticamente al torneo dei candidati al Campionato del mondo di scacchi 2018; alla fine si è classificato terzo con 8 punti, dietro a Fabiano Caruana 9 punti e Şəhriyar Məmmədyarov che lo ha superato per spareggio tecnico.
- Tra luglio e agosto 2021 giunge 2º nell'edizione di quell'anno della Coppa del mondo,[13][14] risultato che gli vale la qualificazione al Torneo dei candidati 2022.

## Controversie
Il 21 marzo 2022 viene sospeso per 6 mesi dalla FIDE per averne violato il codice etico (il giocatore aveva espresso, sui social media, forte sostegno alle azioni russe nei primi giorni della Crisi russo-ucraina del 2021-2022 e della successiva invasione), sospensione che comporta l’esclusione, tra altri, dai Candidati. Anche organizzatori di eventi privati, quali il Norway Chess, il London Chess Classic o il Grand Chess Tour, hanno similmente dichiarato di non considerare l'invito del giocatore russo ai loro tornei.

## Impegni politici
Il 13 marzo 2017 ha accettato l'invito di Vladimir Putin a far parte della Camera Civica della Federazione Russa.

## Vita privata
Si è laureato in pedagogia sociale presso l'Università statale di Mosca.
Si è sposato il 24 luglio 2009 con la IMf ucraina Kateryna Dolžykova. La coppia si è separata due anni più tardi. Nel maggio 2014 si è sposato nuovamente, questa volta con la russa Galija Kamalova, classe 1987, arbitro scacchistico, dalla quale ha avuto due figli, il primo nel 2015 e il secondo nel 2017.